# Renata Nieroda
Renata Nieroda (ur. 10 kwietnia 1971) – polska lekkoatletka specjalizująca się w rzucie oszczepem.

## Kariera
Zawodniczka KS AZS-AWF Kraków. Brązowa medalistka mistrzostw Polski w rzucie oszczepem w 1995 wynikiem 50,20 m. Po zakończeniu kariery m.in. dyrektor w KS AZS-AWF Kraków. Startuje w zawodach weteranów: w 2006 zdobyła brązowy medal na mistrzostwach Europy weteranów w Poznaniu w kategorii W35 a w 2015 brązowy medal na halowych mistrzostwach Europy weteranów w Toruniu kategorii W40.
Rekordy życiowe: stary model oszczepu (do 1998) – 50,24 (4 czerwca 1993, Lublin), nowy model oszczepu (od 1999) – 44,17 (1999).